# Nikolaus von Clamanges

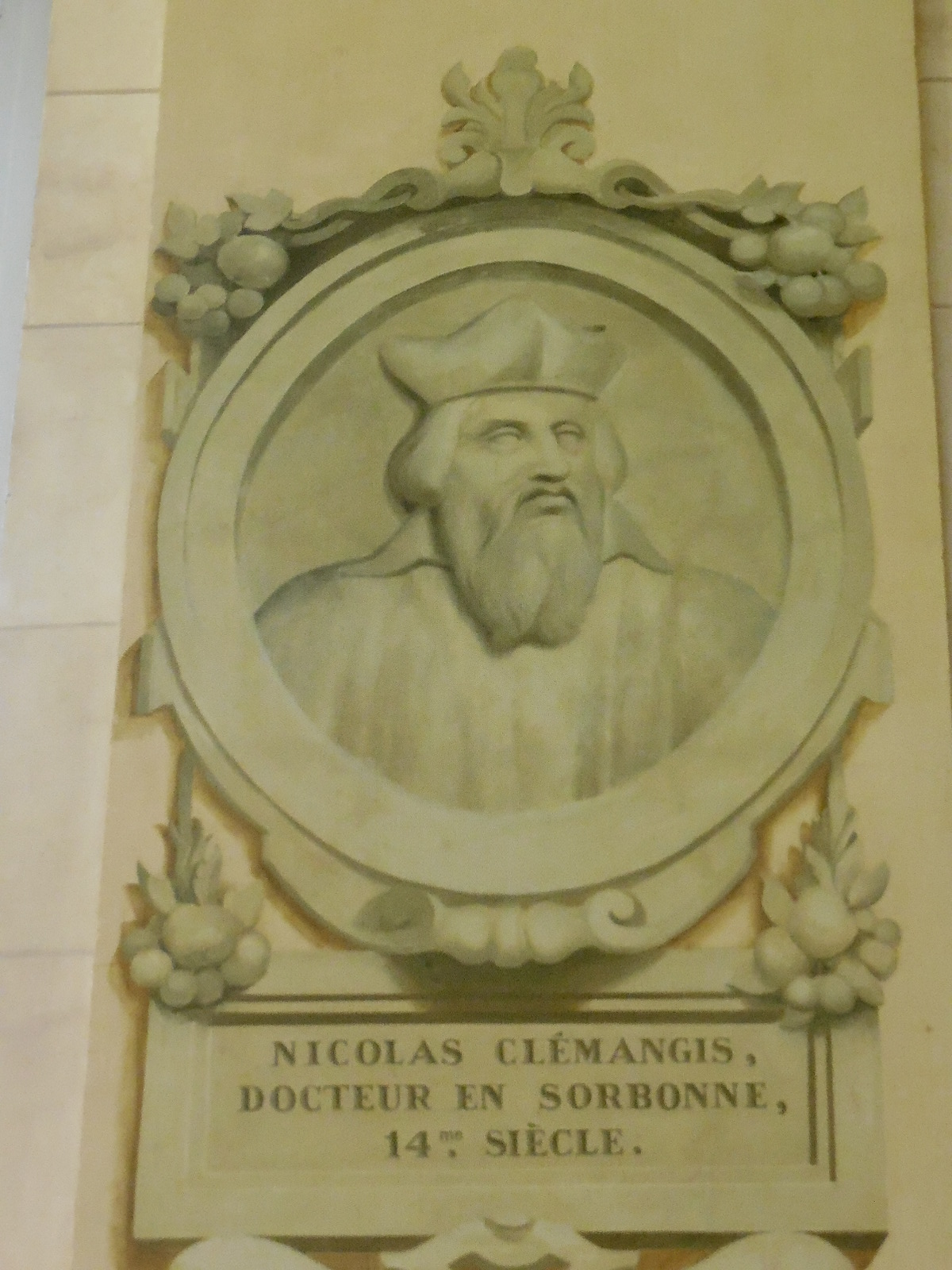
Nikolaus von Clamanges (Nicolas Clémangis)

Nikolaus von Clamanges (* um 1360 in Clamanges; † 1437) war ein französischer Gelehrter des Renaissance-Humanismus.

## Leben und Werk
Nicolas Poillevillain (später: Nikolaus von Clamanges, lateinisch : Nicolaus de Clamengiis) war Stipendiat am Collège de Navarre. Er studierte bei Pierre d’Ailly. Jean Gerson war sein Lehrer und Freund. Mitschüler waren Jean de Montreuil und Gontier Col, mit denen er später korrespondierte und die erste französische Humanistengruppe bildete. Ab 1381 lehrte er lateinische Rhetorik. Von 1393 bis 1395 war er Rektor der Sorbonne. Wegen der Qualität seines Lateins holte ihn der Gegenpapst Benedikt XIII. 1397 in die Kanzlei von Avignon, wo er (mit Unterbrechung in Langres und Bayeux) bis 1408 blieb. 1417 wurde er auf dem Konzil von Konstanz von Papst Martin V. wieder als päpstlicher Sekretär eingesetzt, ging aber nicht mit dem Papst nach Rom, sondern lehrte wieder am Collège de Navarre. Neben seinen philologischen Studien sammelte er antike lateinische Manuskripte und lernte Griechisch. Gilbert Ouy nannte ihn den markantesten Vertreter der ersten Generation französischer Humanisten.  Der protestantische Pfarrer Johannes Lydius (1577–1643) gab 1613 in Leiden seine gesammelten Werke heraus. Eine kritische Ausgabe durch Gilbert Ouy (1924–2011), François Bérier und Dario Cecchetti ist in Arbeit.